# Louis-Philippe de Vaudreuil
Pour l’article homonyme, voir Louis-Philippe de Rigaud de Vaudreuil.
Pour les autres membres de la famille, voir Rigaud de Vaudreuil.
Louis-Philippe de Rigaud, marquis de Vaudreuil (28 octobre 1724 – 14 décembre 1802) est un officier de marine français du XVIIIe siècle. Il est le deuxième plus haut gradé de la Marine française en Amérique pendant la Révolution américaine, après le comte de Grasse. Député aux États généraux de 1789, membre du Comité de Marine à la Constituante. Il est aux côtés du Roi à Versailles les 5 et 6 octobre 1789, comme le comte d'Estaing. Il émigre en 1791 avant de rentrer en France après le 18 brumaire.

## Biographie

### Origines et jeunesse
Son père, Louis-Philippe de Rigaud de Vaudreuil (1691-1763), qui avait donné le même prénom à son fils, est né dans la ville de Québec. Son grand-père, Philippe de Rigaud de Vaudreuil, était gouverneur de la Nouvelle-France de 1703 à 1725, et sa grand-mère, Louise-Élisabeth de Joybert de Soulanges et de Marson (1673-1740), d'origine acadienne.
Un des oncles de Louis-Philippe, Pierre de Rigaud de Vaudreuil (1698-1768), Canadien également, né à Québec, est avec Montcalm à Beauport quand ils battent les troupes de Wolfe aux chutes Montmorency en juillet 1759. C'est également lui qui signe la capitulation de Montréal en 1760, il est donc le dernier gouverneur de la Nouvelle-France.
Un autre oncle, François-Pierre de Rigaud de Vaudreuil (1703-1779), fit également la guerre en compagnie de Montcalm.
Le père de Louis-Philippe était un marin renommé de la Marine royale française, chargé notamment de la marine en Amérique du Nord en 1747. Louis XV a commandé un tableau à Van Loo pour peindre sa bataille navale contre les Anglais, cette peinture est exposée au château de Versailles.
(Si le père de Louis-Philippe est officiellement né à Québec, il est en réalité probablement né à Rochefort, en France. En effet, une peinture d'époque indique comme lieu de naissance : Rochefort, France. Ce qui semble exact puisque son père était chargé de la ville à cette époque ?). Rochefort était une ville portuaire importante à l'époque de la marine à voile ; elle fut également administrée par un autre Canadien, Jacques Bedout, contre-amiral durant la Révolution française.
Sa fille Louise (1770-1831), alors veuve de Xavier Godefroy d'Yzarn de Freissinet de Valady, épousa en secondes noces Antoine Walsh de Serrant (1744/1745-1817) ; fils aîné de François-Jacques).

### Début de carrière
Il prend part à la bataille de Toulon, le 22 février 1744, sur l'Heureux, commandé par son père. Il est promu enseigne en janvier de 1746 et sert sur le Tigre dans l'expédition du duc d'Anville.
Promu lieutenant en 1754, il reçoit le commandement de la frégate Fidèle, puis de l' Aréthuse.
L'Aréthuse chemine de Rochefort vers Brest lorsque, le 18 juin 1759, elle est interceptée près de la baie d'Audierne par trois bâtiments de la Royal Navy, les HMS Thames, HMS Venus et HMS Chatham. L’Aréthuse tente de s'échapper mais, après deux heures de combat, elle perd son mât de hune et est rattrapée par ses poursuivants. Le Thames et le Venus engagent le combat et déversent sur elle un feu soutenu, causant 60 victimes à son bord avant qu'elle n'amène son pavillon. De Vaudreuil est fait prisonnier et l'Aréthuse intégrée à la marine anglaise.
Vaudreuil est promu capitaine en 1765. En 1769, il commande l' Hippopotame, transportant des troupes vers les Caraïbes.
Sous son commandement et celui du duc de Lauzun, la France s'emparent de Saint-Louis du Sénégal en 1779.

### Guerre d'indépendance des États-Unis

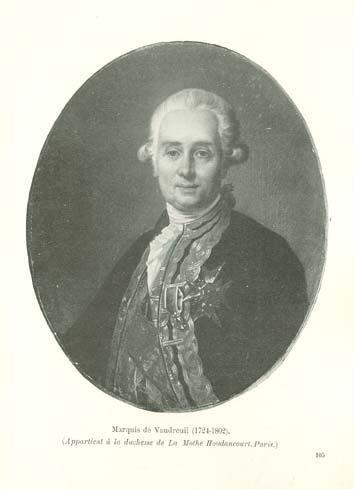
Portrait du marquis de Vaudreuil de face.

Louis-Philippe de Rigaud de Vaudreuil est envoyé en Amérique quand la France fait son entrée dans la guerre au côté des Américains en février 1778. Son premier combat naval a lieu au large de l'île d'Ouessant à l'extrémité nord-ouest de la côte bretonne, en France. Ce fut une bataille navale dont aucun ne sortit vainqueur.

#### La deuxième bataille des Caps devant Yorktown
Louis-Philippe était sur le Sceptre durant la seconde bataille des Caps. Après un premier engagement furieux avec la marine britannique, le comte de Grasse, l'amiral en chef que Louis-Philippe secondait, et les Britanniques ont dérivé vers le sud pendant quelques jours.
Mais de Grasse a eu la bonne idée de revenir à Yorktown plus rapidement que la marine britannique. De Grasse plaça ses navires dans la baie et les Britanniques arrivant trop tard ne l'ont pas attaqué. L'armée britannique de Cornwallis était prisonnière. Les Américains ont gagné leur indépendance et les Français ont triomphé.

#### Devant Yorktown à Gloucester Point
La contribution originale de Louis-Philippe fut d'amener la cavalerie de la légion de Lauzun et Choisy sur la pointe en face de Yorktown. Sa cavalerie était constituée de Slaves, de Russes, d'Allemands, de Polonais au service de la France.
Louis-Philippe a également débarqué 800 soldats français sur la pointe de Gloucester, une péninsule devant Yorktown qui empêchait Cornwallis de s'échapper.
Avec Washington se trouvait le Français Chastellux qui écrira le traité de capitulation, et lui servant d'aide-de-camp se trouvait un autre cousin de Louis-Philippe, Jean-Louis de Rigaud de Vaudreuil. Aussi présent à la bataille de Yorktown le Canadien Clément Gosselin et son régiment du Congress Own Regiment sous le commandement du Général de Lafayette.

#### Après Yorktown, la Bataille des Saintes
En 1782 dans la Bataille des Saintes (groupe d'îles situé au sud de la Guadeloupe) se trouvait Louis-Philippe de Rigaud de Vaudreuil, il fut crédité pour avoir sauvé la majorité des navires français. Mais comme de Grasse est fait prisonnier sur le vaisseau la Ville-de-Paris c'est Louis-Philippe qui devient le commandant de ce qui restait de la Marine française en Amérique du Nord.

#### Vaudreuil protégeant Boston en 1782
En 1782 après la défaite britannique à Yorktown et la bataille des Saintes, Louis-Philippe de Rigaud de Vaudreuil se trouvait sur le vaisseau le Triomphant à Boston. C'est de Boston qu'il ordonna à La Pérouse d'attaquer le Manitoba avec ses navires en passant par la baie d'Hudson, La Pérouse exécuta le plan et gagna contre les Anglais.
À la conclusion de la guerre en 1783, Louis-Philippe de Rigaud de Vaudreuil est chargé de ramener l'armée victorieuse française et donc Rochambeau. Il reçoit une pension de 4 000 livres sur le budget de l'ordre royal et militaire de Saint-Louis, par brevet du 20 août 1784.

### Pendant la Révolution
Député de la noblesse pour Castelnaudary aux États généraux de 1789, membre du Comité de marine à la Constituante. Il est aux côtés du Roi à Versailles les 5 et 6 octobre 1789, comme le  comte d'Estaing. Il émigre en 1791 avant de rentrer en France après le 18 brumaire.

### Sources et bibliographie
- « Louis-Philippe de Vaudreuil », dans Adolphe Robert et Gaston Cougny, Dictionnaire des parlementaires français, Edgar Bourloton, 1889-1891 [détail de l’édition]